# Розенко Віталій Іванович
Віталій Іванович Розенко (26 квітня 1939 - 10 серпня 2021) — український правоохоронець, науковець, дипломат та суддя. Генерал-лейтенант міліції. Ректор Київського національного університету внутрішніх справ (1992–1994). Доцент (1994). Заслужений юрист України (2002). Суддя Конституційного суду України у відставці.

## Життєпис
Народився 26 квітня 1939 року в місті Васильків Київська область. У 1965 році закінчив юридичний факультет Львівського університету.
З 1956 року працював в органах внутрішніх справ: оперативний уповноважений дізнання Теребовлянського району, відділу міліції Тернопільської області; начальник слідчого відділення Васильківського району, відділу внутрішніх справ Київської області, слідчий управління внутрішніх справ Київської області; старший слідчий МВС УРСР, заступник начальника відділу управління кадрів МВС, начальник інспектор управління МВС, заступник міністра внутрішніх справ УРСР — начальник Головного управління внутрішніх справ Київської області, заступник міністра внутрішніх справ України — начальник Головного управління внутрішніх справ міста Києва. У 1974–1985 рр. — інструктор, завідувач сектору відділу адміністративних органів ЦК Компартії України. У 1992–1994 — ректор Української академії внутрішніх справ. У 1994–1996 — перший секретар Посольства України в Польщі. У 1996-2004 рр. суддя (1996–1999 рр. — заступник голови)  Конституційного Суду України.
Помер 10 серпня 2021 року.

## Автор наукових праць
- «Вдосконалення професійної майстерності — важлива умова підвищення рівня попереднього слідства» (1968),
- «Робота слідчого МВС України по розкриттю злочинів» (1970),
- «Суб'єкт злочину» (1994),
- «Суб'єкт злочину: порівняльно-правове дослідження щодо романо-германського кримінального права» (1995).

## Нагороди та відзнаки
- Орден Богдана Хмельницького ІІ ступеня[1]